# Gafúr Dzsaháni
Gafúr Dzsaháni (perzsául: غفور جهانی; Bandar-e Anzali, 1951. június 19. –) iráni válogatott labdarúgó.

## Pályafutása

### Klubcsapatban
Ábádánban született. 1969 és 1979 között a Malavan Bandar Anzali csapatában játszott. 1976-ban megnyerte az iráni labdarúgókupát (Hazfi-kupa). Az iráni forradalmat követően véget ért a pályafutása.

### A válogatottban
1974 és 1978 között 30 alkalommal szerepelt az iráni válogatottban és 7 gólt szerzett. Részt vett a montréali 1976. évi nyári olimpiai játékokon és az 1978-as világbajnokságon, ahol a Hollandia, a Skócia elleni csoportmérkőzéseken kezdőként, míg a Peru elleni csoportmérkőzéseken csereként lépett pályára.

### Edzőként
1992 és 1997 között a Csoka Tales vezetőedzője volt.